# Parlamentswahl in Frankreich 1988
Die Parlamentswahl in Frankreich 1988 fand am 5. und 12. Juni statt; in Polynesien fand die Wahl am 12. und 26. Juni statt.
Die Wahlen fanden einen Monat nach der Wiederwahl von François Mitterrand zum Präsidenten Frankreichs statt.
Trotz eines sehr guten Ergebnisses im ersten Wahlgang erhielt die „Präsidentschaftsmehrheit“ (bestehend aus der PS und den Linksradikalen) im zweiten Wahlgang nur eine knappe parlamentarische Mehrheit. Die PS und ihre Verbündeten erhielten 276 Sitze gegenüber 271 Sitzen für die republikanische Rechtskoalition und 27 Sitzen für die Kommunisten. Die Wiedereinführung des Mehrheitswahlsystems mit zwei Wahlgängen hatte zur Folge, dass der Front National, der in der vorangegangenen Legislaturperiode 35 Sitze innehatte, auf nur noch einen Sitz zurückfiel.
Einige Persönlichkeiten aus der „Zivilgesellschaft“ und vier UDF-Politiker beteiligten sich an der Regierung. Sie wurden von einer Minderheit ihrer Partei unterstützt, die eine neue parlamentarische Gruppe bildete: die Union des Zentrums. Die Exekutivgewalt stützte sich auf die „Präsidentenmehrheit“, die sich je nach der von der Regierung verfolgten Politik auf die Union des Zentrums oder die Kommunistische Partei Frankreichs ausweitete.

## Hintergrund
Im Jahr 1986 hatte die Sozialistische Partei (PS) von Präsident Mitterrand die Parlamentswahlen verloren. Zum ersten Mal in der Fünften Republik war der Präsident gezwungen, mit einer feindlichen Parlamentsmehrheit und einem feindlichen Kabinett „zusammenzuleben“. Er wählte den RPR-Vorsitzenden Jacques Chirac zum Premierminister. Bei den Präsidentschaftswahlen 1988 waren die beiden Chefs der Exekutive Konkurrenten.
Inspiriert durch das Beispiel von Ronald Reagan und Margaret Thatcher führte Chirac einen Wahlkampf mit einer aggressiven rechten Politik (u. a. Privatisierungen, Abschaffung der Solidaritätssteuer auf Vermögen und Verschärfung der Einwanderungsbeschränkungen), stieß aber in der französischen Gesellschaft auf erheblichen Widerstand. Mitterrand seinerseits präsentierte sich als Beschützer der nationalen Einheit. Er warb für ein „geeintes Frankreich“ und warnte vor der „Vereinnahmung des Staates durch einen Clan“ und richtete sich dabei gegen Chirac und die RPR. Ein Bündnis zwischen den Sozialisten und der Mitte-Rechts-Partei UDF wurde beschworen.
Nach der Wiederwahl Mitterrands trat Chirac zurück. Einige Politiker und Kommentatoren schlugen vor, die Nationalversammlung nicht aufzulösen und stattdessen einen UDF-Premierminister zu ernennen (Valéry Giscard d’Estaing oder Simone Veil). Präsident Mitterrand lehnte dies ab. Die Umfragen deuteten auf eine „rosa Welle“ hin, wenn neue Parlamentswahlen abgehalten würden. Er ernannte jedoch den gemäßigten Sozialisten Michel Rocard zum Kabinettschef und erklärte, es sei ungesund für die Demokratie, wenn eine Partei die ganze Macht innehabe.

## Ergebnis

Ergebnis nach Départements

### Vorläufiges Ergebnis (Metropolitan-Frankreich und Übersee-Frankreich)
- Zwei Wahlkreise (Polynésie I und Polynésie II) sind ausgeschlossen.

| Listen                                            | Listen                             | 1. Wahlgang | 1. Wahlgang | 1. Wahlgang | 2. Wahlgang | 2. Wahlgang | 2. Wahlgang | Mandate Gesamt |
| Listen                                            | Listen                             | Stimmen     | %           | Mandate     | Stimmen     | %           | Mandate     | Mandate Gesamt |
| ------------------------------------------------- | ---------------------------------- | ----------- | ----------- | ----------- | ----------- | ----------- | ----------- | -------------- |
|                                                   | Parti socialiste                   | 8.493.702   | 34,8        | 37          | 9.198.778   | 45,3        | 225         | 262            |
|                                                   | Rassemblement pour la République   | 4.687.047   | 19,2        | 38          | 4.688.493   | 23,1        | 90          | 128            |
|                                                   | Union pour la démocratie française | 4.519.459   | 18,5        | 38          | 4.299.370   | 21,2        | 92          | 130            |
|                                                   | Parti communiste français          | 2.765.761   | 11,3        | 1           | 695.569     | 3,4         | 26          | 27             |
|                                                   | Front national                     | 2.359.528   | 9,7         | –           | 216.704     | 1,1         | 1           | 1              |
|                                                   | Divers droite                      | 697.272     | 2,9         | 3           | 522.970     | 2,6         | 9           | 12             |
|                                                   | Majorité présidentielle            | 403.690     | 1,7         | 1           | 421.587     | 2,1         | 5           | 6              |
|                                                   | Mouvement des radicaux de gauche   | 279.316     | 1,1         | 2           | 260.104     | 1,3         | 7           | 9              |
|                                                   | Extrême gauche                     | 89.065      | 0,4         | –           | –           | –           | –           | –              |
|                                                   | Écologistes                        | 86.312      | 0,4         | –           | –           | –           | –           | –              |
|                                                   | Extrême droite                     | 32.445      | 0,1         | –           | –           | –           | –           | –              |
|                                                   | Régionalistes                      | 18.498      | 0,1         | –           | –           | –           | –           | –              |
| Gesamt                                            | Gesamt                             | 24.432.095  | 100         | 120         | 20.303.575  | 100         | 455         | 575            |
|                                                   |                                    |             |             |             |             |             |             |                |
| Ungültige Stimmen                                 | Ungültige Stimmen                  | 512.697     | 2,1         |             | 694.506     | 3,3         |             |                |
| Wähler                                            | Wähler                             | 24.944.792  | 65,7        |             | 20.998.081  | 69,9        |             |                |
| Wahlberechtigte                                   | Wahlberechtigte                    | 37.945.582  |             |             | 30.045.772  |             |             |                |
|                                                   |                                    |             |             |             |             |             |             |                |
| Quellen: Innenministerium, Bulletin d’information |                                    |             |             |             |             |             |             |                |

### Metropolitan-Frankreich
|                                                | Parti socialiste                   | 8.381.827  | 34,9 |
|                                                | Rassemblement pour la République   | 4.614.137  | 19,2 |
|                                                | Union pour la démocratie française | 4.502.712  | 18,8 |
|                                                | Parti communiste français          | 2.680.194  | 11,2 |
|                                                | Front national                     | 2.353.466  | 9,8  |
|                                                | Divers droite                      | 608.695    | 2,5  |
|                                                | Majorité présidentielle            | 351.257    | 1,5  |
|                                                | Mouvement des radicaux de gauche   | 279.320    | 1,2  |
|                                                | Extrême gauche                     | 88.204     | 0,4  |
|                                                | Écologistes                        | 86.257     | 0,4  |
|                                                | Extrême droite                     | 31.015     | 0,1  |
|                                                | Régionalistes                      | 17.765     | 0,1  |
| Gesamt                                         | Gesamt                             | 23.994.849 | 100  |
|                                                |                                    |            |      |
| Ungültige Stimmen                              | Ungültige Stimmen                  | 531.938    | 2,2  |
| Wähler                                         | Wähler                             | 24.526.787 | 66,1 |
| Wahlberechtigte                                | Wahlberechtigte                    | 37.090.454 |      |
|                                                |                                    |            |      |
| Quellen: Amtliche Statistik (Innenministerium) |                                    |            |      |

### Überseefrankreich
| Gebiet                      | Gebiet                   | Mandate |
| --------------------------- | ------------------------ | ------- |
| Départements d’outre-mer    | Guadeloupe               | 4       |
| Départements d’outre-mer    | Guyane                   | 2       |
| Départements d’outre-mer    | Martinique               | 4       |
| Départements d’outre-mer    | La Réunion               | 5       |
| Collectivités territoriales | Mayotte                  | 1       |
| Collectivités territoriales | Saint-Pierre-et-Miquelon | 1       |
| Territoires d'outre-mer     | Nouvelle-Calédonie       | 2       |
| Territoires d'outre-mer     | Polynésie                | 2       |
| Territoires d'outre-mer     | Wallis-et-Futuna         | 1       |
| Gesamt                      | Gesamt                   | 22      |

### Sitze insgesamt
| Gebiet                  | Gebiet                  | 1. Wahlgang | 2. Wahlgang | Gesamt |
| ----------------------- | ----------------------- | ----------- | ----------- | ------ |
| Metropolitan-Frankreich | Metropolitan-Frankreich | 113         | 442         | 555    |
| Übersee-Frankreich      | 5./12. Juni             | 7           | 13          | 20     |
| Übersee-Frankreich      | 12./26. Juni            | –           | 2           | 2      |
| Gesamt                  | Gesamt                  | 120         | 457         | 577    |

## Fraktionen
|                                                                   |                                          |             |             |             |
| Fraktion                                                          | Fraktion                                 | Abgeordnete | Abgeordnete | Abgeordnete |
| Fraktion                                                          | Fraktion                                 | Mitglieder  | Assoziierte | Gesamt      |
|                                                                   | Socialiste (SOC)                         | 258         | 17          | 275         |
|                                                                   | Rassemblement pour la République (RPR)   | 127         | 3           | 130         |
|                                                                   | Union pour la démocratie française (UDF) | 81          | 9           | 90          |
|                                                                   | Communiste (COM)                         | 25          | –           | 25          |
|                                                                   | Union du centre (UDC)                    | 34          | 7           | 41          |
|                                                                   | Fraktionslose Abgeordnete                | –           | –           | 14          |
|                                                                   | Vakante Sitze 1                          | –           | –           | 2           |
| Gesamt                                                            | Gesamt                                   | Gesamt      | Gesamt      | 577         |
|                                                                   |                                          |             |             |             |
| Quelle: Journal officiel – Assemblée nationale, Séance du 23 Juin |                                          |             |             |             |

- 1 In zwei Wahlkreisen (Oise I und Oise II) wurde die Wahl für ungültig erklärt.

## Bibliografie
- Les Élections legislatives de 1988, Ministère de l’intérieur